# Stephan Kekule

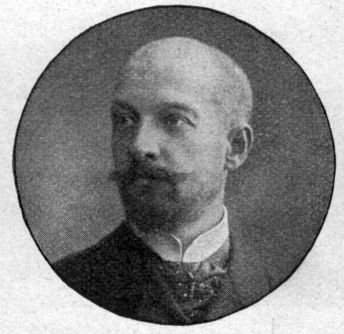
Stephan Kekule, ca. 1904

Stephan Karl Kekule, seit 1895 Kekule von Stradonitz (* 1. Mai 1863 in Gent, Belgien; † 5. Mai 1933 in Berlin) war ein deutscher Jurist, Privatgelehrter, Heraldiker und Genealoge aus der Familie Kekulé von Stradonitz.

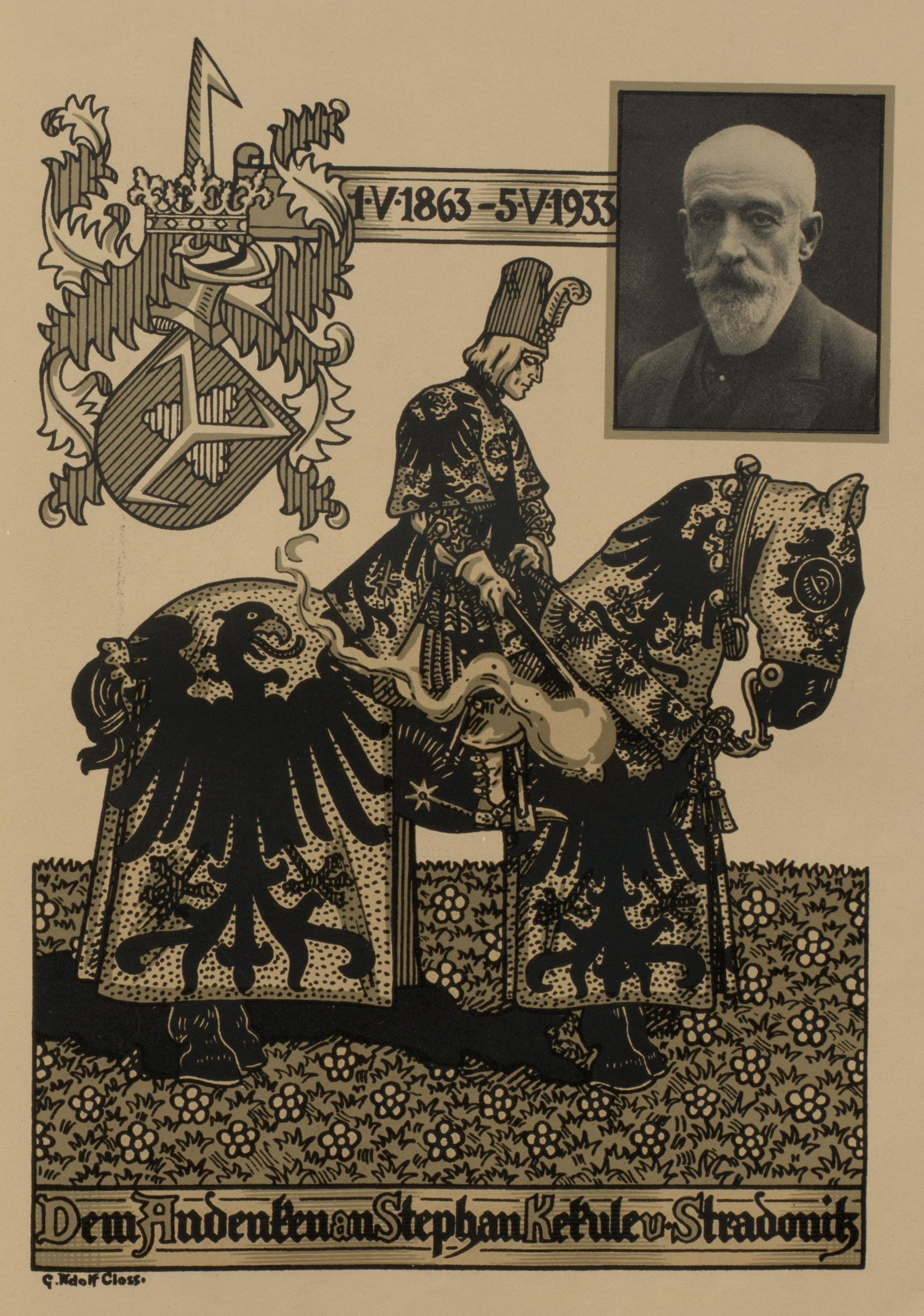
Allegorie von Gustav Adolf Closs auf den Tod von Stephan Kekule

Kekule, ein Sohn des Bonner Chemikers August Kekulé, verwendete 1898 in seinem  „Ahnentafel-Atlas“ ein Ahnen-Nummerierungssystem, das später nach ihm benannt wurde und noch heute in Gebrauch ist, die Kekule-Zahlen.

## Leben
Stephan Kekule wurde 1863 im belgischen Gent geboren, wo sein Vater zu dieser Zeit Professor war. Seine Mutter Stephanie geb. Drory starb zwei Tage später im Kindbett. Nach dem Besuch des Gymnasiums in Bonn und dem Studium der Rechte und der Geschichte in Bonn und Straßburg schlug Kekule zunächst eine militärische Laufbahn ein und diente von 1885 bis 1889 als Artillerieoffizier in der preußischen Armee. 1889 verließ er den Militärdienst und schrieb sich erneut als Student an der Berliner Universität ein, an der er bis 1892 blieb.
Anschließend trat er in den juristischen Staatsdienst ein und wurde Referendar am Berliner Kammergericht. Von 1897 bis 1905 vertrat er den Fürsten Georg im schaumburg-lippischen Thronstreit und wurde von diesem zum Kammerherrn ernannt. Kekule wandte sich scharf gegen die 1912 erschienene antisemitische Schrift Semi-Gotha. Am 10. Januar 1920 war er Trauzeuge bei der Eheschließung zwischen Adolf Fürst zu Schaumburg-Lippe (Sohn des Fürsten Georg) und Elisabeth Franziska Bischoff-Korthaus. Seine juristische und genealogische Reputation verhalf ihm in den folgenden Jahren zu einer umfangreichen Gutachtertätigkeit für einige Adelsfamilien. So beauftragte ihn der Politiker Kuno von Westarp mit der Widerlegung von Anwürfen politischer Gegner, dass seine Familie jüdische Vorfahren gehabt habe. Kekule wurde schließlich beeidigter Sachverständiger für Fragen der Heraldik beim Landgericht Berlin und Sachverständiger der Kommission des Zeughauses der Staatlichen Museen zu Berlin.
Kekule war Auswärtiges Mitglied der Akademie gemeinnütziger Wissenschaften zu Erfurt, Schatzmeister (seit 1894), Sektionschef (1900–1903) für Genealogie und Vorsitzender (1923–1933) des Vereins „Herold“, des ältesten deutschen Genealogenvereins (gegr. 1869), erster Schriftführer des Vereins für historische Waffenkunde und seit 1932 Leiter der Abteilung VI (Genealogie und Heraldik) des Gesamtvereins der deutschen Geschichts- und Altertumsvereine.
Kekule stand der 1896 gegründeten Berliner Freimaurerloge Zu den drei Lichtern im Felde unter der Großloge Zu den drei Weltkugeln vor und leitete als Großarchivar das Bundesblatt dieser Großloge. Er verfasste zahlreiche juristische und genealogische Veröffentlichungen, vor allem in Fachzeitschriften, die sich mit Heraldik und Adelsrecht befassten.

## Werke
- Über Titel, Ämter, Rangstufen und Anreden in der offiziellen osmanischen Sprache. Kaemmerer, Halle 1892 (Digitalisat)
- Über eine zweckmäßige Bezifferung der Ahnen. In: Vierteljahrsschrift für Wappen-, Siegel- und Familienkunde, Bd. 26 (1898), S. 64–72.
- Goethe als Genealog. Vortrag gehalten in Goethes Jubeljahr, zum dreißigjährigen Stiftungsfest des Vereins „Herold“ am 3. November 1899. J. A. Stargardt, Berlin 1900 (Digitalisat).
- Der gegenwärtige Stand der Unruh-Frage in den lippischen Erbfolgestreitigkeiten. J. A. Stargardt, Berlin 1902 (Digitalisat).
- Eine heraldische Episode aus Goethes Leben. In: Velhagen & Klasings Monatshefte. Jg. 17 (1902/03), Bd. 2, Nr. 7, März 1903, S. 101–109.
- Ueber die Zuständigkeit des preussischen Heroldsamts. In: Archiv für öffentliches Recht, Bd. 18 (1903), S. 191–213 (Digitalisat). (Auch enthalten in Ausgewählte Aufsätze, Berlin 1905, siehe unten).
- Neue Urkunden und Materialien zur Beurteilung des Ebenburtsrechtes im Hause Lippe. Julius Sittenfeld, Berlin 1905.
- Über die Untersuchung von Vererbungsfragen und die Degeneration der spanischen Habsburger. In: Archiv für Psychiatrie Bd. 35 (1905), Heft 3, S. 787–813.
- Ausgewählte Aufsätze aus dem Gebiet des Staatsrechts und der Genealogie. Carl Heymanns Verlag, Berlin 1905 (Digitalisat).
- Festschrift zur Thronbesteigung Seiner Königlichen Hoheit des Herzogs Carl Eduard zu Sachsen-Coburg und Gotha. Heymann, Berlin 1905 (Digitalisat).
- Festschrift zur Silberhochzeit Seiner Hochfürstlichen Durchlaucht des Fürsten Georg zu Schaumburg-Lippe und Ihrer Hoheit der Fürstin Marie Anna zu Schaumburg-Lippe, Herzogin zu Sachsen. Heymann, Berlin 1907 (Digitalisat).
- Wie Kaiser Wilhelm II. und Bernhard Dernburg miteinander verwandt sind. In: Archiv für jüdische Familienforschung, Kunstgeschichte und Museumswesen, Bd. 1 (1912/13), Heft 2/3, S. 2–4 (Digitalisat).
- Familiengeschichtliche Nachrichten über das Geschlecht du Verger de Monroy (von Monroy). Bärensprung, Schwerin 1914.
- Adolf Matthias Hildebrandt: Wappen-Fibel. Die hauptsächlichsten Regeln der Wappenkunst und Geschlechterkunde. 12. Auflage herausgegeben, verbessert und vermehrt von Stephan Kekulé von Stradonitz. Keller, Frankfurt 1923.